# Bromoniumion
Als Bromoniumion wird in der Organischen Chemie eine Verbindung bezeichnet, die ein positiv geladenes Bromion enthält. Der erste Schritt der Addition von Brom an ein Alken kann zu einem Bromoniumion oder einem Carbeniumion führen:
Davon abgesehen, treten Bromoniumionen R(R')Br+ sehr selten auf, da die Bromatome in Bromwasserstoff und Bromalkanen schlechte Nucleophile sind und auch wenig dazu neigen, Protonen aufzunehmen (bzw. ein Elektronenpaar abzugeben). Beides wären weitere mögliche Mechanismen zur Bildung eines Bromoniumions.